# Björnlidtjärnen
Björnlidtjärnen är en sjö i Bräcke kommun i Jämtland som ingår i Ljungans huvudavrinningsområde. Sjön har en area på 0,0709 kvadratkilometer och ligger 283 meter över havet.

## Delavrinningsområde
Björnlidtjärnen ingår i det delavrinningsområde (696604-150821) som SMHI kallar för Inloppet i Måsjön. Medelhöjden är 283 meter över havet och ytan är 13,8 kvadratkilometer. Räknas de 269 avrinningsområdena uppströms in blir den ackumulerade arean 2 688,18 kvadratkilometer. Gimån som avvattnar avrinningsområdet har biflödesordning 2, vilket innebär att vattnet flödar genom totalt 2 vattendrag innan det når havet efter 131 kilometer. Avrinningsområdet består mestadels av skog (72 procent). Avrinningsområdet har 0,5 kvadratkilometer vattenytor vilket ger det en sjöprocent på 3,6 procent.